# Gyorssí az 1992. évi téli olimpiai játékokon
Az 1992. évi téli olimpiai játékokon a gyorssí bemutató sportágként szerepelt. A versenyeket Les Arcs-ban rendezték. A gyorssíben a cél, hogy a versenyző által elért sebesség minél nagyobb legyen.

## Éremtáblázat
(A rendező nemzet csapata eltérő háttérszínnel, az egyes számoszlopok legmagasabb értéke, vagy értékei vastagítással kiemelve.)
| Az 1992. évi téli olimpiai játékok éremtáblázata gyorssíben | Az 1992. évi téli olimpiai játékok éremtáblázata gyorssíben | Az 1992. évi téli olimpiai játékok éremtáblázata gyorssíben | Az 1992. évi téli olimpiai játékok éremtáblázata gyorssíben | Az 1992. évi téli olimpiai játékok éremtáblázata gyorssíben | Olimpia  |
|                                                             | Nemzet                                                      | Arany                                                       | Ezüst                                                       | Bronz                                                       | Összesen |
| 1.                                                          | Franciaország (FRA)                                         | 1                                                           | 1                                                           | 0                                                           | 2        |
| 2.                                                          | Finnország (FIN)                                            | 1                                                           | 0                                                           | 0                                                           | 1        |
|                                                             |                                                             |                                                             |                                                             |                                                             |          |
| 3.                                                          | Norvégia (NOR)                                              | 0                                                           | 1                                                           | 0                                                           | 1        |
|                                                             |                                                             |                                                             |                                                             |                                                             |          |
| 4.                                                          | Egyesült Államok (USA)                                      | 0                                                           | 0                                                           | 1                                                           | 1        |
| 4.                                                          | Svájc (SUI)                                                 | 0                                                           | 0                                                           | 1                                                           | 1        |
|                                                             |                                                             |                                                             |                                                             |                                                             |          |
| Összesen                                                    | Összesen                                                    | 2                                                           | 2                                                           | 2                                                           | 6        |

## Érmesek
Az eredmények km/h-ban értendők.
| Az 1992. évi téli olimpiai játékok érmesei gyorssíben | Az 1992. évi téli olimpiai játékok érmesei gyorssíben | Az 1992. évi téli olimpiai játékok érmesei gyorssíben | Az 1992. évi téli olimpiai játékok érmesei gyorssíben | Az 1992. évi téli olimpiai játékok érmesei gyorssíben | Az 1992. évi téli olimpiai játékok érmesei gyorssíben | Az 1992. évi téli olimpiai játékok érmesei gyorssíben |
| ----------------------------------------------------- | ----------------------------------------------------- | ----------------------------------------------------- | ----------------------------------------------------- | ----------------------------------------------------- | ----------------------------------------------------- | ----------------------------------------------------- |
| Versenyszám                                           | Arany                                                 | Arany                                                 | Ezüst                                                 | Ezüst                                                 | Bronz                                                 | Bronz                                                 |
| Férfi                                                 | Michael Prufer · Franciaország (FRA)                  | 229,299                                               | Philippe Goitschel · Franciaország (FRA)              | 228,717                                               | Jeffrey Hamilton · Egyesült Államok (USA)             | 226,700                                               |
| Női                                                   | Tarja Mulari · Finnország (FIN)                       | 219,245                                               | Liss Pettersen · Norvégia (NOR)                       | 212,892                                               | Renata Kolarova · Svájc (SUI)                         | 210,526                                               |